# NGC 6914
NGC 6914 est une nébuleuse par réflexion située dans la constellation du Cygne. Cette nébuleuse a été découverte par l'astronome français Édouard Stephan en 1881.
La distance de cette nébuleuse est d'environ 1 000 pc,. Cette nébuleuse est située dans une région HII géante qui comprend entre autres la nébuleuse de l'Amérique du Nord (NGC 7000) et la nébuleuse du Pélican (IC 5067 et IC 5070) qui sont plus rapprochées de nous à quelque 600 pc. La région compte aussi plusieurs amas ouverts ainsi que des associations OB, le plus massif d'entre eux étant l'association Cygnus OB2 âgée de seulement 3 à 4 millions d'années. Les étoiles de cette association, dont l'hypergéante bleue Cygnus OB2#12, ionisent cette vaste région HII.

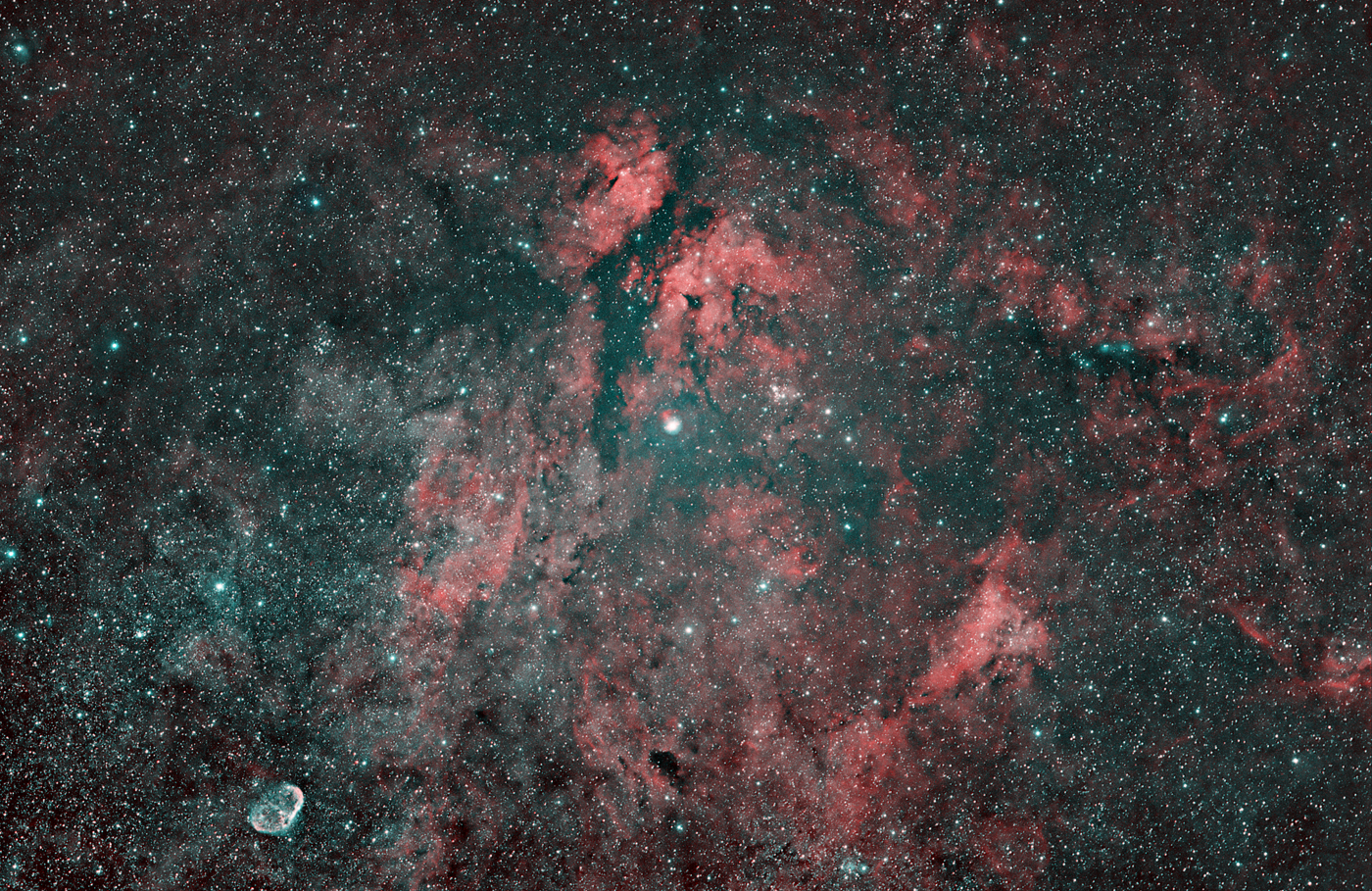
Photographie réunissant les objets célestes IC 1318, NGC 6888, IC 1311, NGC 6914, NGC 6910, IC 4996, NGC 6913, 34 Cyg, γ Cyg et 40 Cyg.

## Identification de NGC 6914

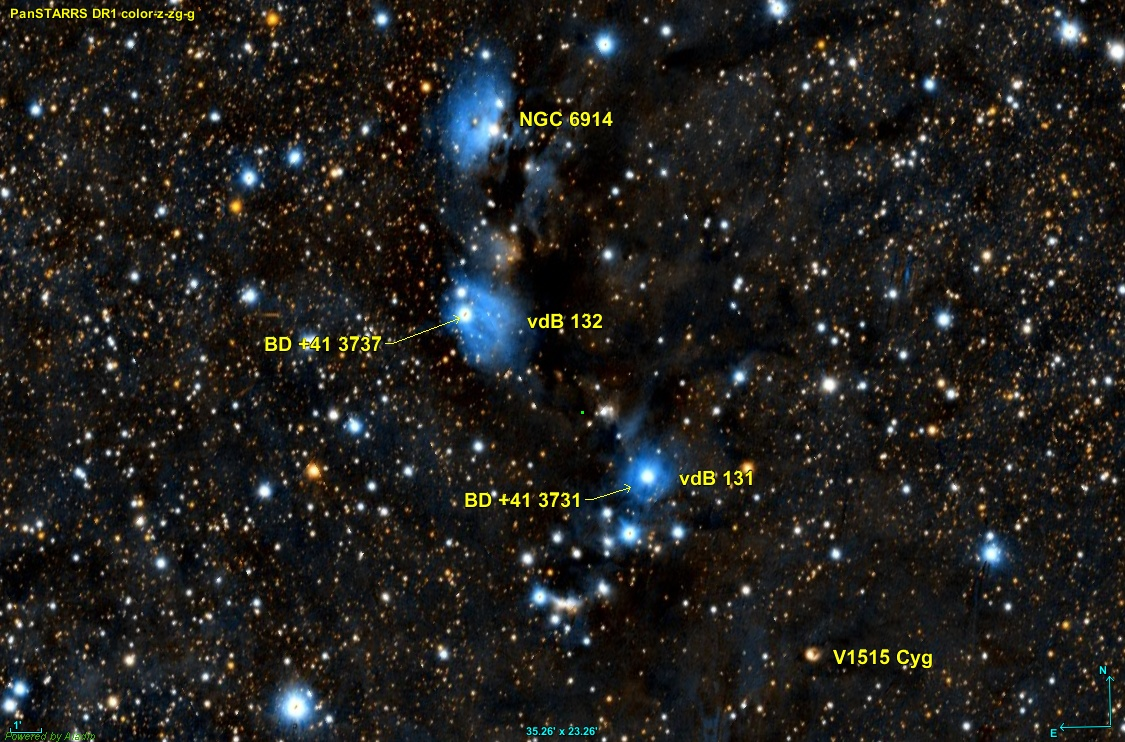
Les nébuleuses voisines de NGC 6914. Les renseignements sur cette image réalisée à l'observatoire Canada-France-Hawaï par Jean- Charles Cuillandre proviennent du Handbook of Star Forming Regions.

Certaines sources, telle la base de données Simbad, associent incorrectement NGC 6914 à plusieurs nébuleuses situées à proximité. En fait, il y a trois nébuleuses par réflexion distinctes dans cette région. NGC 6914 est celle qui est le plus au nord. Edwin Hubble (1922) et Collins (1937) ont désigné celle au centre comme NGC 6914a et celle au sud comme NGC 6914b. Plus tard Sven Cederblad (1946) ainsi que deux autres auteurs (1986) ont utilisé la désignation opposée. Ce genre de désignations non conventionnelles crée trop souvent des confusions et des erreurs d'identification, comme le fait fréquemment remarquer le professeur Seligman. Quoi qu'il en soit, Sidney van den Bergh a publié un catalogue des nébuleuses par réflexion en 1966 dans lequel il désigne la nébuleuse au sud comme vdB 131 et celle du milieu comme vdB 132, désignations qui sont maintenant utilisées couramment.